# Linda Ström
Linda Maria Elisabeth Ström, född 14 december 1979 i Södertälje, är en svensk sångare. Hon är sångare i country- och popgruppen Cookies 'N' Beans. Hennes soloalbum Utan skyddsnät, utan Gud släpptes den 27 januari 2010 och är influerat av bland andra Totta Näslund, Nina Simone och Janis Joplin. I februari 2017 släppte Linda Ström "När du lämnar mig", som blev första singeln på kommande album Med hjärtat på utsidan.

## Diskografi

### Solo
Album
- 2010 – Utan skyddsnät, utan Gud
- 2017 – Med hjärtat på utsidan

### Cookies 'N' Beans
Album
- 2009 – Tales from a Trailor Trash Soul
- 2010 – Beg, Borrow and Steal
- 2012 – Go Tell the World
- 2013 – The First Steps

## Karriär

### Cookies N' Beans
Fördjupning: Cookies 'N' Beans

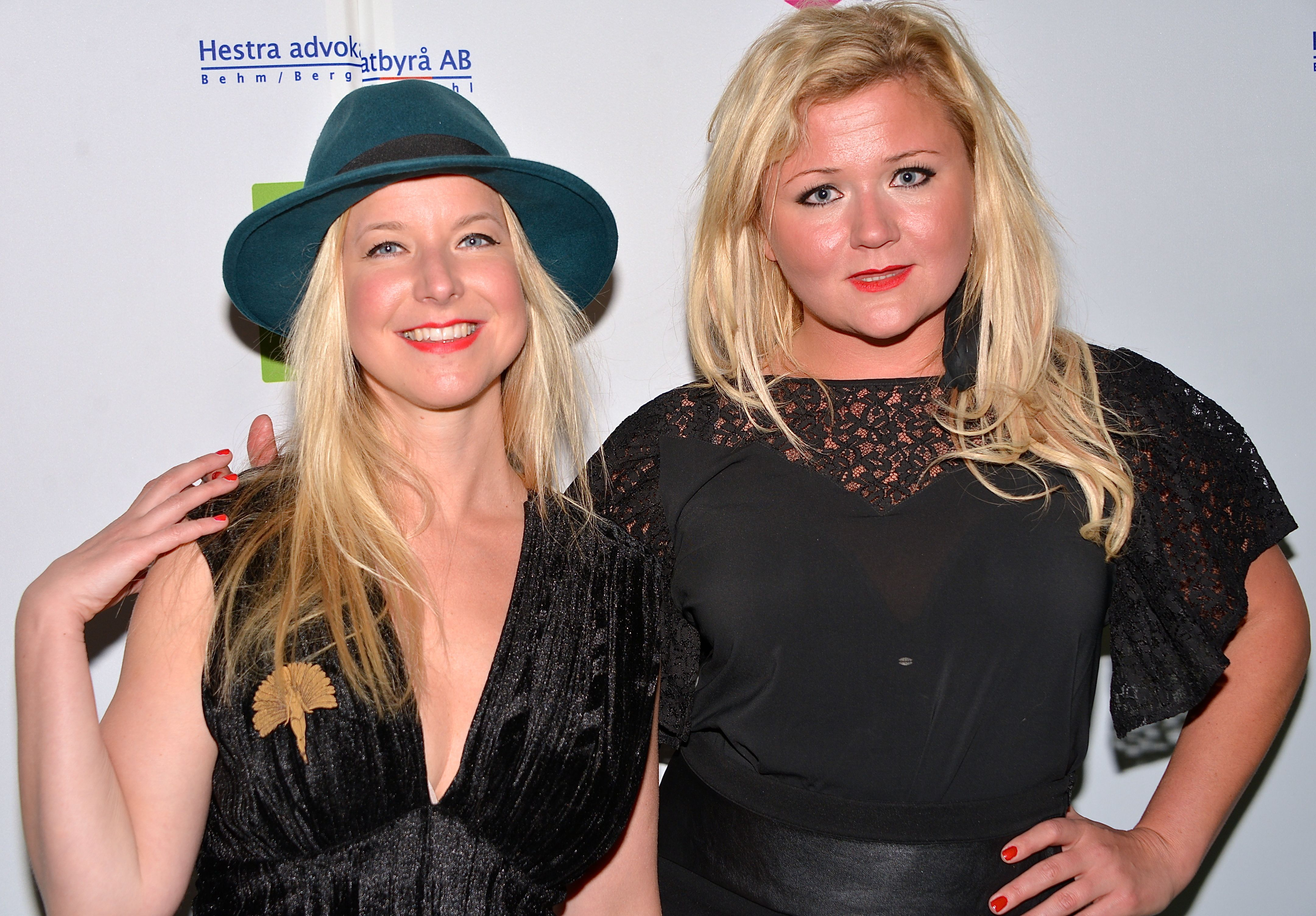
Frida Öhrn och Linda Ström i Cookies 'N' Beans på Grammisgalan 2013.

Cookies N' Beans gav 2007 ut sitt debutalbum Tales from a Trailor Trash Soul. 2008 vann Cookies 'N' Beans country-SM i genren Alternativ country.
Cookies 'N' Beans deltog i 2009 med låten "What If". Gruppen uppträdde tillsammans Caj Karlsson sommaren 2009 och med Peter Jöback på Globens julkonsert 2009. Hösten 2009 var de med på en hyllningsskiva till Leonard Cohen, Cohen – the Scandinavian Report, där de sjunger First We Take Manhattan.
År 2010 gav de ut sitt andra album Beg, Borrow and Steal. Den 19 mars 2010 deltog de i TV-programmet Så ska det låta. De deltog i 2013 med låten "Burning Flags".